# Bazilika sv. Marije u Biskupiji
Bazilika sv. Marije u Biskupiji kod hrvatskog kraljevskog grada Knina je bazilika koja je nekad postojala u tom selu, a bila je posvećena Blaženoj Djevici Mariji.

## Povijest
Sagrađena je u 9. stoljeću. 
Pretpostavlja se da je u 11. st., točnije 1075., za vrijeme kraljevanja hrvatskog kralja Petra Krešimira IV. u kraljevskoj se villi Kosovo smjestilo središte hrvatskog dvorskog biskupa koji se oko 1040. javljao u pratnji hrvatskog kralja. Bazilika sv. Marije postaje njegovom katedralom. Radi toga je toj crkvi dograđen sklop sa sjeverne strane zbog potreba katedralnog kaptola. Arheološka iskapanja stoljećima poslije su unutar te prezidane građevine našla su grobovi ranog srednjovjekovnog horizonta koji su nekoć bili ukopani uz samu crkvu.
Područje ove bazilike se istraživalo u 19. stoljeću, točnije 1886.godine. Predvodio ih je fra Lujo Marun. Tad se pronašlo temelje ove bazilike. Otkrilo se da je imala tri broda. Istraživanja su našla mnoštvo crvenog namještaja kojemu su ukrasi bili predromanički i romanički. Ukrasni motivi koji prevladavaju su preplet troprute vrpce, odnosno poznati starohrvatska pleterna skulptura. Raznolikost namještaja je dala temelj tezama o bogatoj opremljenosti bazilike. Ostali važniji nalazi u ovoj crkvi su dva oltarna ciborij, trokutni zabat oltarne ograde na kojemu je reljef Bogorodice. Stilski podsjeća na bizantske prikaze Bogorodice. Ovaj zabat je bio ključnim argumentom kad se utvrdilo da je ova crkva posvećena Bogorodici. Osim toga, ovaj prikaz Blažene Djevice Marije je kod Hrvata do danas najstariji Gospin lik (Gospin pralik). U Crkvi u Hrvata se danas taj lik prihvaća kao Gospu Velikoga Hrvatskog Zavjeta.